# جيمس هنري رينولدز
جيمس هنري رينولدز (بالإنجليزية: James Henry Reynolds)‏ هو طبيب عسكري أيرلندي، ولد في 3 فبراير 1844 في Dún Laoghaire ‏ في جمهورية أيرلندا، وتوفي في 4 مارس 1932 في Victoria, London ‏ في المملكة المتحدة.